# X-Wife
X-Wife é uma banda portuguesa de indie rock e pós-punk. É constituída por João Vieira (Dj Kitten) (voz/guitarra), Fernando Sousa (baixo) e Rui Maia (sintetizadores/teclas).

## Biografia
Nascidos no Porto, no início do século XXI, os X-Wife começaram a mostrar-se ao público português através do EP "Rockin'Rio/Eno/We Are". João Vieira (DJ Kitten), Rui Maia e Fernando Sousa dão corpo ao trio da invicta, catalogado inicialmente como dono de uma sonoridade electro/punk alternativo. Os X-Wife foram chegando a um público cada vez mais diverso, tendo para tal muito contribuído o álbum de estreia "Feeding The Machine", editado no início de 2004.
Comparados a nomes como os Strokes ou The Rapture, os X-Wife já apontaram no currículo passagens por diversos festivais. Dois anos passados sobre "Feeding the Machine", o colectivo do Porto lançou "Side Effects", um novo longa duração, tendo ainda assegurado a edição dos dois registos em Espanha e nos EUA.
Em 2007 regressam ao Super Bock Super Rock, depois de uma primeira passagem em 2004, para se estrearem no palco principal do festival, isto já depois de várias actuações em alguns dos muitos palcos do South By Southwest em Austin, Texas, junto a David Fonseca e aos You Should Go Ahead.
Um ano depois, o trio toca pela primeira vez no palco Heineken no festival de Paredes de Coura, antecedendo o lançamento do terceiro disco "Are You Ready For The Blackout?", no mês de Setembro. O novo registo é apresentado pelo single 'On The Radio', que conta com a participação de Raquel Ralha dos WrayGunn.
Em 2011 regressam com um novo álbum de originais com o nome "Infectious Affectional".
Depois de uma pausa de quase três anos – que viu João Vieira e Rui Maia editar álbuns de estreia com White Haus e Mirror People, e Fernando Sousa juntar-se aos Best Youth, There Must Be a Place e PZ – os X-Wife, agora com 13 anos de carreira, e acompanhados na bateria pelo parceiro dos últimos anos Nuno Sarafa, regressam em grande forma e não deixam nada ao acaso.
O novo single “Movin’ up”, produzido pela banda, mostra-nos uns energéticos X-Wife, que souberam aproveitar muito bem as suas recentes experiências paralelas. Um som mais rico e orgânico, que segue as tendências de “Infectious Affectional”, mas complementa-as com novos elementos e com músicos convidados.
Os X-Wife são a banda portuguesa presente na banda sonora do jogo de culto EA SPORTS FIFA 16. O tema Movin’ Up foi escolhido para o jogo e está ao lado de temas de reconhecidas bandas e artistas internacionais, como Bastille, Beck, Foals, Icona Pop e Unknown Mortal Orchestra.

## Discografia
- Rockin' Rio EP - (2003)
- Feeding The Machine - (2004)
- Side Effects - (2006)
- Are You Ready For The Blackout? - (2008)
- Infectious Affectional - (2011)